# Lalgarh Palace
Le Lalgarh Palace est un palais, partiellement transformé en hôtel de luxe, situé à Bikaner en Inde dans l'État du Rajasthan.

## Histoire
Le palais a été construit entre 1902 et 1926 pour le maharaja de Bikaner Ganga Singh (1881-1942) qui lui avait donné le nom de son père le maharaja Lall Singh 
Il est de style Indo sarrasenic qui est une fusion des styles rajpout, moghol et européen.
En 1972, le maharajah de Bikaner Karni Singh décida de transformer une partie du palais en hôtel. Il est maintenant la propriété de sa fille Rajyashree Kumari qui en assure la gestion.

## Architecture

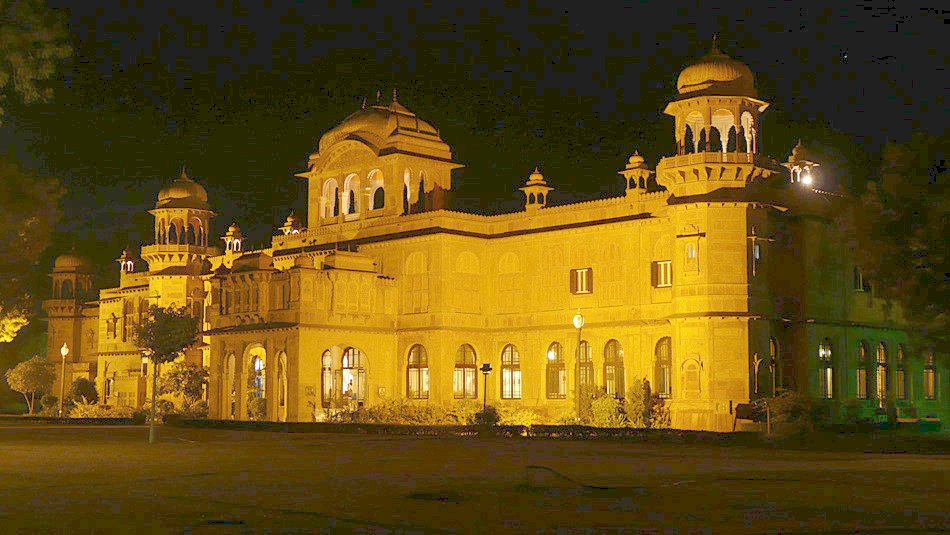
Le palais la nuit

Le palais a été conçu par l'architecte britannique Samuel Swinton Jacob. Après une cérémonie de bénédiction rituelle, la construction commença aux environs du fort Junagarh qui était la résidence princière de l'époque et qui était jugée inadaptée .
Le palais est organisé autour de deux cours. L'aile principale du bâtiment, Laxmi Niwas fut achevée en 1902, les trois autres en 1926.
Ganga Singh était un chasseur émérite et il a installé de nombreux trophées de chasse dans le palais.
Le palais a hébergé notamment Lord Curzon, Georges Clemenceau en 1920, la reine Mary, le roi George V, Lord Harding et Lord Irwin.
Le palais devait coûter la somme très modeste de 100 000 roupies grâce à l'utilisation de matériaux économiques tels que le stuc à la place du grès. Mais ce choix fut abandonné, des matériaux nobles ont été utilisées (notamment du grès provenant du désert de Thar) et le coût s'est élevé à 1 million de roupies.

## Utilisation

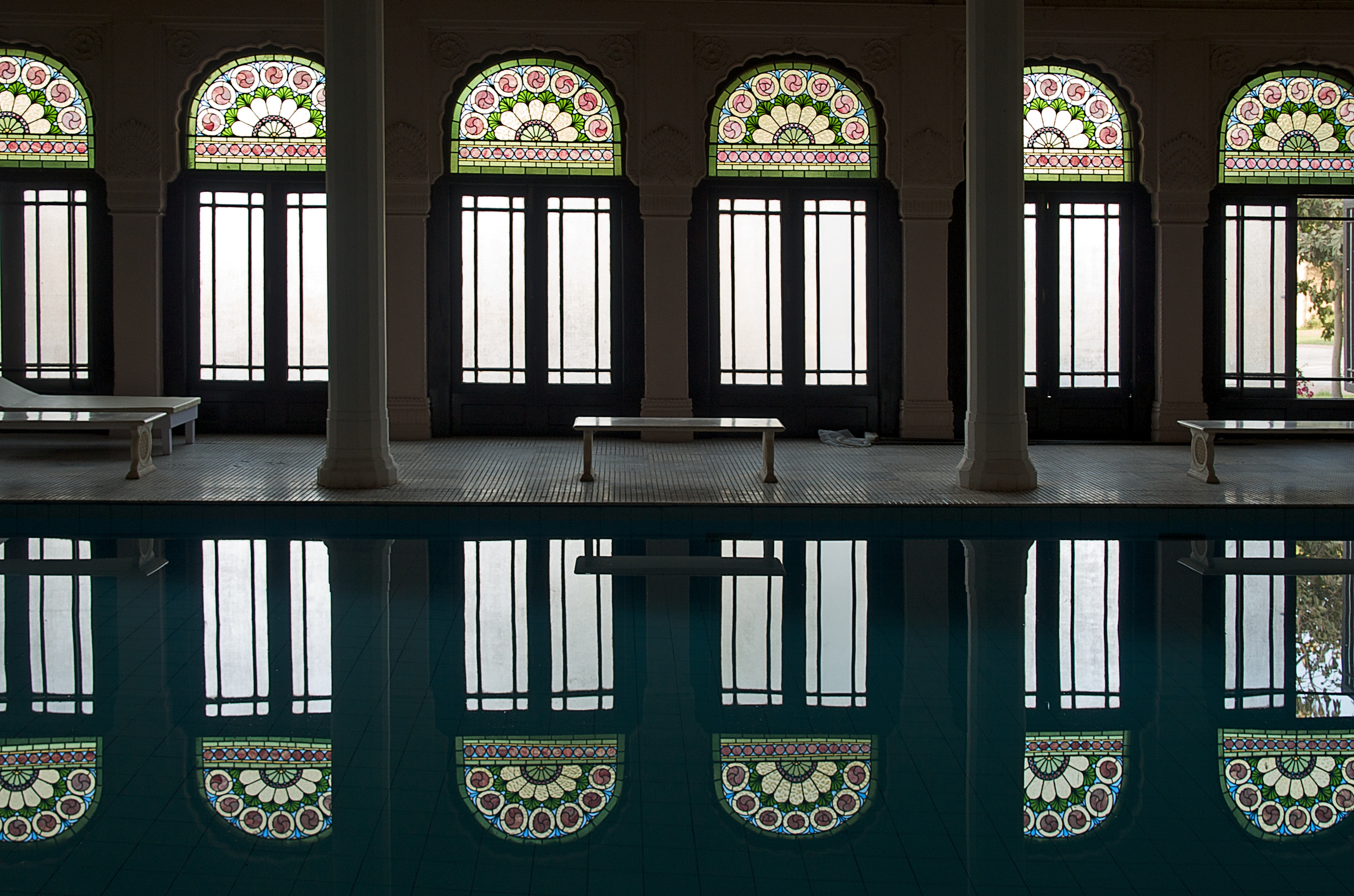
La piscine de l'Indoor Pool.

À l'heure actuelle, le palais contient :
- Le musée Shri Sadul Museum [1] dans l'aile ouest qui contient la quatrième plus grande bibliothèque du monde.
- Dans une aile, la résidence privée de la famille royale de Bikaner.
- Le Lallgarh Palace Hotel proprement dit. Il appartient à la chaîne Heritage hotel.
- L'hôtel de luxe du Laxmi Niwas Palace. C'est la propriété du groupe Golden Triangle Fort & Palace P. Ltd.